# Любимый край
Кондитерское объединение «Любимый край» — российская компания, занимающаяся производством и продажей кондитерских изделий.

## Основатели и владельцы
«Любимый Край» — компания со 100 % частным капиталом, основанная в 1999 году тремя российскими предпринимателями.

## Продукты
Основная сфера деятельности компании «Любимый край» — производство кондитерских изделий: печенье, пряники.
«Любимый край» поставляет на рынок продукцию под торговыми марками «Посиделкино», «Штучки», «Оранжевое солнце» и «Хватай-ка».
«Любимый край» является российским лидером в производстве фасованного овсяного печенья (по данным исследования компании «Прорыв») и входит в десятку ведущих производителей пряников в стране (по данным Госкомстата).
В 2009 году «Любимый Край» купил торговую марку «Семислонов». Все торговые марки, используемые компанией, являются собственностью «Любимого Края».
В 2018 году объём продаж «Любимого края» составил 23,2 тыс. тонн.

## Фабрики
Первая фабрика компании расположена в городе Отрадное Ленинградской области. В 2009 году компания купила участок площадью 2,2 га для строительства второй фабрики на Волхонском шоссе в промзоне при посёлке Горелово около Петербурга. В 2015 году она была построена.